# Syri i Kaltër

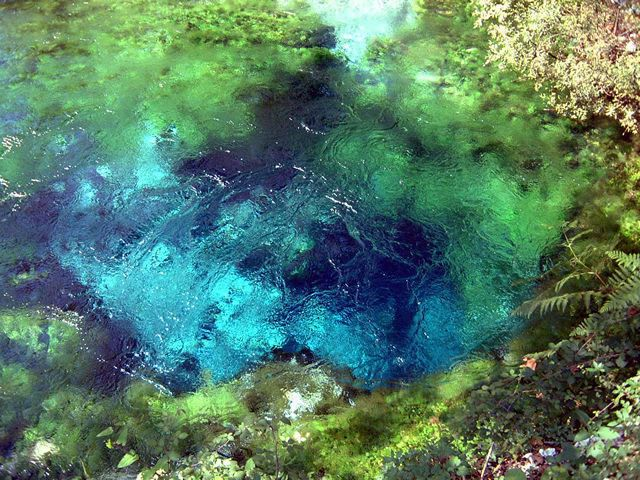
Syri i Kaltër, oftewel het Blauwe oog

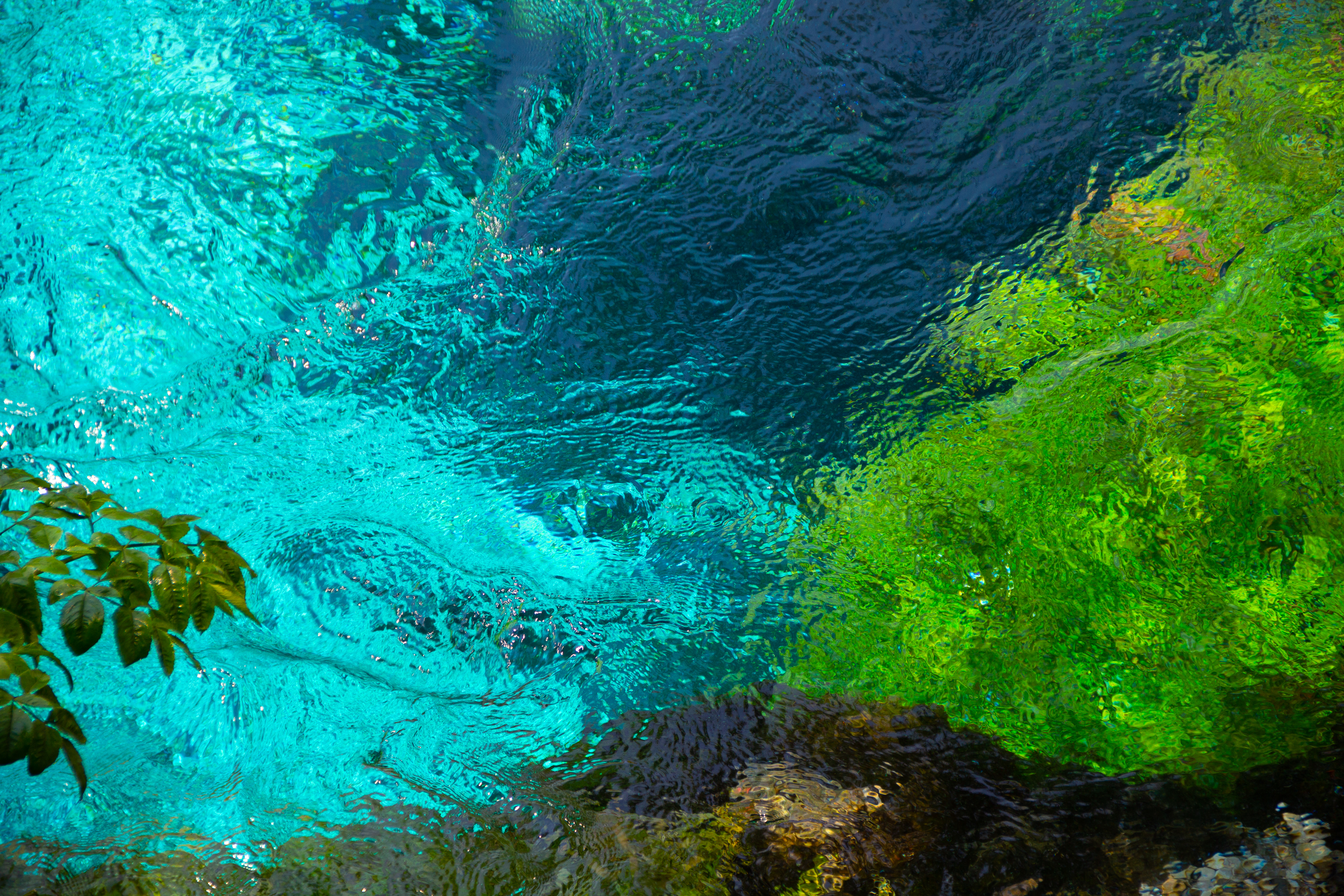
Water Syri I Kaltër

Syri i Kaltër ('het blauwe oog') is een karstverschijnsel bij de Albanese plaats Muzinë in de gemeente Finiq, zo'n twintig kilometer van de stad Sarandë. Hier is een zoetwaterbron ontstaan die mogelijk meer dan vijftig meter diep is en waar per seconde, onder hoge druk, 6 m³ helder mineraalwater naar boven komt. De bron voedt de Bistricë.
Doordat Sarandë de laatste jaren steeds meer toeristen trekt is deze bron een bezienswaardigheid geworden. Het wordt in het Engels Blue Eye genoemd.